# Thaise Bostraditie
De Thaise Bostraditie is een boeddhistische monastische traditie in Thailand. De Thaise Bostraditie legt een grote nadruk op het correct navolgen van de boeddhistische monastieke discipline (de Vinaya), en op meditatie en persoonlijke ontwikkeling volgens de leer van de Boeddha.

## Ontstaan
Er vond geen formele oprichting van de Thaise Bostraditie plaats; ze groeide op rond de boeddhistische monnik Ajahn Mun en zijn leerlingen. Ajahn Mun leefde vanaf het begin van de vorige eeuw in de bossen en wouden van Thailand, en richtte zijn leven compleet op de leer van de Boeddha. Hij leidde het leven van een rondreizende monnik zoals dit in de Pali-canon beschreven wordt; hij verbleef in onherbergzame plaatsen en was tevreden met weinig. Voor zijn eten was hij afhankelijk van spontane giften van voedsel gegeven door lokale dorpelingen, die soms niet wisten dat hij een monnik was en om eten bedelde. Zijn kleding maakte hij zelf, waarbij hij stukken stof gebruikte die hij vond, afgedankt aan de kant van de weg, in een dorp of stad.
Deze levenswijze werd door zijn discipelen overgenomen, totdat dit door de toenemende kaalkap van de bossen en de toenemende onveiligheid door communistische opstandelingen onmogelijk werd en een meer permanente verblijfsplaats, zoals een formeel opgericht klooster, noodzakelijk werd. Dit vond geleidelijk aan plaats in de periode van 1950 tot 1970.

## Organisatie
De Thaise Bostraditie is een min of meer losse groepering, waarvan de meest gerespecteerde en beroemdste leraren de kern vormen. Zij groeide relatief snel vanaf het jaar 1940, toen Ajahn Mun zijn leven meer intens begon te wijden aan het onderwijzen en begeleiden van zijn leerlingen. Na het overlijden van Ajahn Mun waren er verschillende van zijn leerlingen die de rol van centraal figuur binnen de Thaise Bostraditie innamen. Er waren meerdere leraren die tegelijkertijd als 'zeer voornaam' beschouwd werden, al waren sommigen natuurlijk meer voornaam dan anderen en vaak was er wel een van hen die als 'het meest voornaam' beschouwd werd. Dit was echter altijd afhankelijk van zijn kunde in het onderwijzen en van zijn spirituele staat van geest, en niet van een formele status of functie die aan hem toegekend werd. De voornaamste monniken binnen de Thaise Bostraditie zijn wars van formele status en zien dit veelal als nietszeggend over de persoon zelf, al handelen ze wel vaak volgens de veronderstelde conventies.

## Leer
De leraren geven vaak uitleg en formele toespraken en geven persoonlijke begeleiding aan hun studenten. De leraar is aldus voor zijn leerlingen een centraal figuur in hun ontwikkeling, zoals dat in de Vinaya vastgelegd is. De kloosters hebben vaak een kleine bibliotheek waar de leer van verschillende leraren bestudeerd kan worden, voornamelijk in de Thaise Bostraditie maar ook daarbuiten.
De Thaise Bostraditie is in haar leer opmerkelijk gevarieerd en divers. Verschillende monniken benadrukken verschillende aspecten van de leer, en de leer van verschillende monniken spreekt aan tot verschillende personen. De leraren in de Thaise Bostraditie baseren hun leer op de Pali Canon, de training die ze van hun eigen leraar ontvangen hebben en op hun eigen praktische ervaringen. Soms komen hun eigen inzichten niet voor honderd procent overeen met het orthodoxe Theravada standpunt.
De Thaise Bostraditie legt grote nadruk op meditatie, en neigt ernaar de formele studie van de geschriften van de Pali Canon minder belangrijk te vinden, al hebben sommige van de voorname monniken hier wél een goede basis in en wordt de formele studie van de geschriften door sommige monniken wel als belangrijk gezien. Over het algemeen neemt de leer van de eigen leraar de belangrijkste plaats in in het leven van de student. Hij woont immers in het klooster van zijn leraar en is afhankelijk van zijn leer.
De correcte persoonlijke ervaring van de leer is in de Thaise Bostraditie belangrijker dan orthodoxe correctheid, en de correcte praktijk en de feitelijke resultaten hebben in de Thaise Bostraditie voorrang over de theorie en het (filosofisch) commentaar. Sommige zeer orthodoxe Theravada boeddhisten die zich voornamelijk richten op de studie van de geschriften van het Pali Canon (en het commentaar daarop) kunnen hierdoor soms weinig respect opbrengen voor sommige leraren in de Thaise Bostraditie.
Met betrekking tot die aspecten van de leer waar sommige monniken een ander inzicht in hebben is er echter vaak geen unaniem standpunt in de Thaise Bostraditie; er zijn monniken die er anders over denken. Over het algemeen conformeert de leer met het traditioneel Theravada van de Pali Canon, en is het moeilijk om die aspecten waar sommige monniken een ander inzicht in hebben precies te analyseren, daar het om aspecten van de hogere spirituele realisaties gaat die zelf gerealiseerd moeten worden.

## Verspreiding
De Thaise Bostraditie kent haar oorsprong in de Isaan, de minst comfortabele regio van Thailand, waar het leven traditioneler en moeilijker was dan in de rest van Thailand, en het landschap veelal plat en monotoon is, met een paar heuvelachtig gebieden. Vanuit de Isaan verspreidde ze zich over de rest van Thailand.
De Thaise Bostraditie is aanwezig in zowel de Dhammayoettika Nikaya als de Maha Nikaya, de twee monastische ordes van het Theravada boeddhisme in Thailand. Ajahn Mun was lid van de Dhammayoettika Nikaya, en in het begin bestond de Thaise Bostraditie slechts uit monniken van de Dhammayoettika Nikaya. Later echter (Vanaf 1940) kwamen ook monniken van de Maha Nikaya studeren bij Ajahn Mun, en deze monniken stichtten later hun eigen kloosters, zodat de Thaise Bostraditie nu niet meer tot slechts één orde behoort.
In de Dhammayuttika Nikaya zijn er ongeveer 5000 bosmonniken, en in de Maha Nikaya ongeveer 4000. De grootste en meest voorname groep in de Dhammayuttika Nikaya is tegenwoordig de groep rondom Ajahn Maha Boowa en zijn meest voorname leerlingen. In de Dhammayuttika Nikaya is het echter moeilijk om één lijn te trekken tussen de verschillende groepen omdat de meeste monniken zichzelf als student van meerdere leraren beschouwen. Ajahn Plien is een andere hoog-gerespecteerde monnik van de Dhammayuttika Nikaya in Thailand.
In de Maha Nikaya is er duidelijker onderscheid tussen de verschillende groepen. De grootste groep is de traditie van Ajahn Chah, die meer dan 3000 monniken telt. De andere betrekkelijk grote groep (500 monniken) in de Maha Nikaya is die van Ajahn Sanong.
De Thaise Bostraditie is tegenwoordig ook buiten Thailand aanwezig. De meeste kloosters van de Thaise Bostraditie buiten Thailand herbergen echter voornamelijk Thaise monniken die veelal alleen de lokale taal kunnen spreken. Alleen de Traditie van Ajahn Chah beschikt over kloosters waar voornamelijk westerse monniken wonen en waar dus niet slechts de Thaise 'expatriats' onderwezen worden.